# Herpetacanthus melancholicus
Herpetacanthus melancholicus är en akantusväxtart som beskrevs av Christian Gottfried Daniel Nees von Esenbeck. Herpetacanthus melancholicus ingår i släktet Herpetacanthus och familjen akantusväxter. Inga underarter finns listade i Catalogue of Life.